# National Amateur Cup 2023-2024
La National Amateur Cup 2023-2024 è stata la quarta edizione dell'omonima manifestazione maltese di calcio.
Il torneo ha preso il via il 29 settembre 2023  e si è concluso il 28 aprile 2024 con la vittoria del Mġarr, al primo successo nella manifestazione.

## Formato
Il torneo ha visto la partecipazione di 21 squadre della BOV National Amateur League oltre a 6 squadre iscritte alla prima e seconda divisione del Campionato di calcio di Gozo.

## Turno preliminare
| Squadra 1          | Risultato       | Squadra 2             |
| ------------------ | --------------- | --------------------- |
| 29 settembre 2023  |                 |                       |
| San Ġwann          | 1 - 2           | Birzebbuga St. Peters |
| Għargħur           | 1 - 2 (dts)     | Kalkara               |
| St. George's       | 2 - 1           | Rabat Ajax            |
| 30 settembre 2023  |                 |                       |
| Kirkop United      | 1 - 0           | Mellieħa              |
| St. Lawrence Spurs | 0 - 1           | Marsaskala            |
| Mqabba             | 6 - 1           | Żebbuġ Rovers         |
| Mdina              | 1 - 1 (6-7 dtr) | Ta' Xbiex             |
| Munxar Falcons     | 0 - 2           | Victoria Hotspurs     |
| Dingli Swallows    | 2 - 1           | Siggiewi              |
| 1 ottobre 2023     |                 |                       |
| Santa Venera       | 0 - 1           | Ghaxaq                |
| Xghajra Tornadoes  | 1 - 0           | Qrendi                |
| Vittoriosa Stars   | 4 - 2           | Pembroke Athleta      |
| Qormi              | 0 - 3           | Mtarfa                |

## Ottavi di finale
| Squadra 1             | Risultato       | Squadra 2         |
| --------------------- | --------------- | ----------------- |
| 4 novembre 2023       |                 |                   |
| Kirkop United         | 4 - 3 (dts)     | Victoria Hotspurs |
| Sannat Lions          | 2 - 3           | Ghaxaq            |
| Mġarr                 | 8 - 0           | Dingli Swallows   |
| Xghajra Tornadoes     | 0 - 1           | Ta' Xbiex         |
| Għarb Rangers         | 0 - 2           | Mqabba            |
| Birzebbuga St. Peters | 2 - 2 (6-7 dtr) | Marsaskala        |
| 5 novembre 2023       |                 |                   |
| Vittoriosa Stars      | 2 - 1           | Kalkara           |
| Mtarfa                | 1 - 4           | St. George's      |

## Quarti di finale
| Squadra 1        | Risultato | Squadra 2     |
| ---------------- | --------- | ------------- |
| 2 dicembre 2023  |           |               |
| Mġarr            | 1 - 0     | Mqabba        |
| Vittoriosa Stars | 1 - 5     | Kirkop United |
| 3 dicembre 2023  |           |               |
| St. George's     | 5 - 1     | Ghaxaq        |
| Ta' Xbiex        | 0 - 5     | Marsaskala    |

## Semifinali
| Squadra 1      | Risultato   | Squadra 2  |
| -------------- | ----------- | ---------- |
| 17 aprile 2024 |             |            |
| St. George's   | 1 - 3 (dts) | Mġarr      |
| Kirkop United  | 5 - 1       | Marsaskala |

## Finale
| Squadra 1      | Risultato   | Squadra 2     |
| -------------- | ----------- | ------------- |
| 28 aprile 2024 |             |               |
| Mġarr          | 3 - 2 (dts) | Kirkop United |